# Ребристий цілик
У гірничих роботах ребристий цілик відокремлює один вибій від іншого і вирівнюється поперек вибою, перпендикулярно простяганню. Використовується в шахтах для підвищення стійкості пластів, вибоїв і підтримки підйомів, вигинів або стовбура шахти.